# لانگو (آلاباما)
لانگو (به انگلیسی: Loango) یک منطقهٔ مسکونی در ایالات متحده آمریکا است که در شهرستان کاوینگتون، آلاباما واقع شده‌است. لانگو ۹۶٫۰۱ متر بالاتر از سطح دریا قرار دارد.